# Aloe kouebokkeveldensis
Aloe kouebokkeveldensis är en grästrädsväxtart som beskrevs av Van Jaarsv. och A.B.Low. Aloe kouebokkeveldensis ingår i släktet Aloe och familjen grästrädsväxter. Inga underarter finns listade i Catalogue of Life.

## Bildgalleri

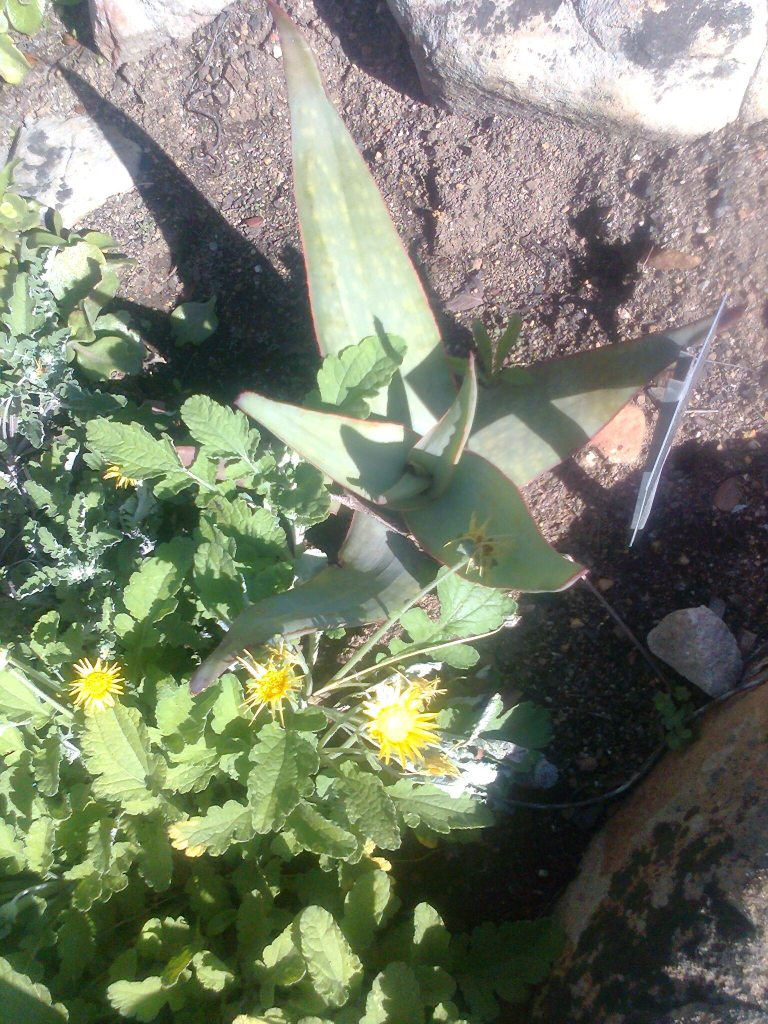